# アレクサンドル・ゴルシコフ
アレクサンドル・ゲオールギエヴィチ・ゴルシコフ（ロシア語: Алекса́ндр Гео́ргиевич Горшко́в、1946年10月8日 - 2022年11月17日）は、旧ソビエト連邦出身の男性フィギュアスケート選手。パートナーは妻でもあるリュドミラ・パホモワ。
1976年インスブルックオリンピックアイスダンス金メダリスト。世界フィギュアスケート選手権優勝6回。ロシアフィギュアスケート連盟会長。

## 経歴

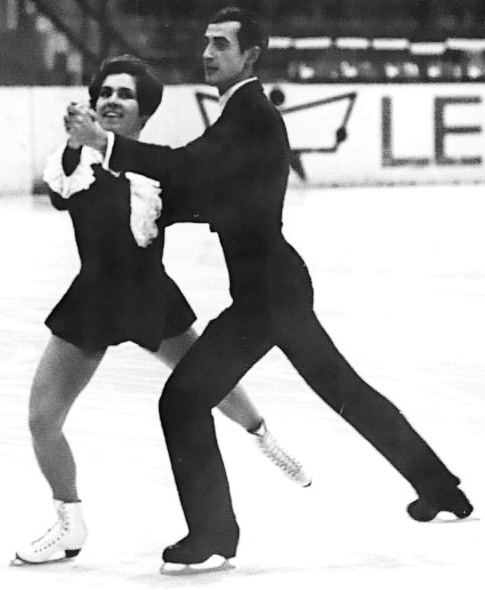
1969年 B.シュベルター杯でのパホモワとゴルシコフ

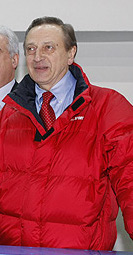
2008年のゴルシコフ

- 1966-1967年シーズンよりリュドミラ・パホモワと組む。
- 1970年-1974年、1976年世界フィギュアスケート選手権優勝。
- 1970年リュドミラ・パホモワと結婚。
- 1976年インスブルックオリンピックで初めて正式種目として実施されたアイスダンスで金メダルを獲得。
- 1988年世界フィギュアスケート殿堂入り。
- 2010年よりロシアフィギュアスケート連盟の会長を務める。

## 主な戦績
| 大会/年      | 66-67 | 67-68 | 68-69 | 69-70 | 70-71 | 71-72 | 72-73 | 73-74 | 74-75 | 75-76 |
| ------------ | ----- | ----- | ----- | ----- | ----- | ----- | ----- | ----- | ----- | ----- |
| オリンピック |       |       |       |       |       |       |       |       |       | 1     |
| 世界選手権   | 13    | 6     | 2     | 1     | 1     | 1     | 1     | 1     |       | 1     |
| 欧州選手権   | 10    | 5     | 3     | 1     | 1     | 2     | 1     | 1     | 1     | 1     |